# Hans Schönhärl
Hans Schönhärl (Ansbach, 25 december 1878 - München, 12 juli 1954) was een Duitse officier en Generalleutnant tijdens de Tweede Wereldoorlog. 

## Leven
Op 25 december 1878 werd Hans Schönhärl geboren in Ansbach. Hij was de zoon van een directeur garnizoensadministratie, en lid van de rekenkamer Josef Schönhärl en zijn vrouw  Wilhelmine (geboortenaam Tröbner). Na opleiding aan de cadettenschool, werd hij geplaatst in het 14. Königlich Bayerisches Infanterie-Regiment "Hartmann" wat in Neurenberg gestationeerd was. Vanaf 1 maart 1899 tot 30 januari 1900 zat Schönhärl op de militaire academie in München. Tijdens zijn leergang aan de militaire academie, werd hij op 7 maart 1899 bevorderd tot Leutnant (tweede luitenant). Als zodanig werd hij ingezet als compagnieofficier in het 23. Königlich Bayerisches Infanterie-Regiment "König Ferdinand der Bulgaren" in Kaiserslautern. Hierna was Schönhärl vanaf 4 november 1909 tot 4 december 1909 naar de geweerfabriek Amberg gecommandeerd. Op 1 januari 1910 werd hij benoemd tot bataljonsadjudant in het 23. Königlich Bayerisches Infanterie-Regiment "König Ferdinand der Bulgaren". Na zijn benoeming werd hij op 25 juni 1910 bevorderd tot Oberleutnant (eerste luitenant).

### Eerste Wereldoorlog
Tijdens de mobilisatie voor de Eerste Wereldoorlog, werd hij begin augustus 1914 overgeplaatst naar de staf van de 5. königlich bayerischen Infanterie-Brigade. Op 1 september 1914 werd hij ingezet in het 5. bayerischen Ersatz-Brigade. Bij deze eenheid werd Schönhärl op 30 september 1914 bevorderd tot Hauptmann (kapitein). Hierna volgde op 25 november 1916 zijn benoeming tot commandant van het 2e bataljon in het 19. Königlich Bayerisches Infanterie-Regiment "König Viktor Emanuel III. von Italien". Op 27 april 1918 werd hij in de staf van de 5. bayerischen Infanteriedivision geplaatst. Kort hierna volgde Schönhärl op 21 juli 1918 zijn plaatsing in de staf van het Etappeninspektion 17.

### Interbellum
Na de oorlog werd hij dan begin 1919 bij de afwikkelingsbureau van het Etappeninspektion 17  ingezet. Eind juni 1919 kwam Schönhärl in het hoofdreclamecentrum van de Reichswehr-Gruppenkommando 4 naar München. Hierna werd Schönhärl als Hauptmann overgenomen in de Reichsheer. Midden maart 1920 werd hij in de staf van de Reichswehr-Brigade 21 geplaatst. In het voorjaar van 1920 behoorde Schönhärl in het 200.000 man sterke overgangsleger, tot de Reichswehr-Infanterie-Regiment 46. Bij het opbouwen van het 100.000 man sterke Reichsheer van de Reichswehr, werd hij als compagniechef van het 1e bataljon van het 19. (Bayer.) Infanterie-Regiment in München opgenomen. Op 7 januari 1921 werd hij tot Major (majoor) bevorderd. Zijn Rangdienstalter (RDA) werd daarbij op 1 oktober 1920 vastgelegd. In de Rangliste van 1 oktober 1920 werd Schönhärl nog als Hauptmann vermeld. Op 15 december 1921 werd hij als adjudant (IIa) in de staf van de Infanterieführer VII ook in München geplaatst. Daar werd hij de komende jaren ingezet.
Op 28 december 1923 trouwde Schönhärl met Olga Baronin Voith von Voithenberg. Er is niet bekend of het echtpaar ook kinderen gekregen heeft. 
Op 1 maart 1925 kreeg hij de functie van instructeur aan de infanterieschool, welke zich op dat moment nog op het militair oefenterrein in Ohrdruf bevond. Hierna volgde op 1 februari 1927 gelijktijdig zijn bevordering tot Oberstleutnant (luitenant-kolonel) en benoeming tot commandant van het Ausbildungs-Bataillon wat een onderdeel van het  20. (Bayerisches) Infanterie-Regiment was, en gestationeerd in Amberg was. Schönhärl droeg het commando over het bataljon op 30 juni 1929 weer over aan zijn opvolger. En werd daarop op 1 juli 1929 overgeplaatst naar de regimentsstaf van het 20. (Bayer.) Infanterie-Regiment in de stad Regensburg. Tijdens zijn functie in de staf, werd Schönhärl op 1 februari 130 bevorderd tot Oberst (kolonel). Op 31 maart 1930 werd hij vervolgens ontslagen uit actieve dienst bij de Reichswehr.
Op 1 oktober 1933 trad Schönhärl als Landesschutzoffizier weer in dienst van de Reichswehr. Hierbij werd hij als Oberst (L) in de Wehrgauleitung Regensburg toegewezen. Eind augustus 1934 werd hij benoemd tot opleidingsleider Weiden. Deze functie vervulde hij ook tijdens de uitbreiding van de Reichswehr in de Wehrmacht. Hierbij werd Schönhärl op 1 mei 1935 als Oberst (E) in het Ergänzungsoffizierkorps overgenomen. Op 1 mei 1937 werd hij benoemd tot commandant van de Landweer in Neurenberg. Als gevolg van zijn benoeming tot commandant, werd Schönhärl op 1 september 1937 bevorderd met het Charakter van Generalmajor (eretitel van brigadegeneraal). Tegelijk werd hij in de actieve dienst opgenomen. En als commandant van de Landweer in Neurenberg, bevorderd tot Generalmajor.

### Tweede Wereldoorlog
In de zomer van 1939 tijdens de mobilisatie voor de Tweede Wereldoorlog, was Schönhärl met zijn staf aan het opbouwen de staf van de 231e Infanteriedivisie. En werd daar later ook commandant van deze divisie. Met zijn divisie betrok hij aan het begin de oorlog stellingen aan het Westfront. Na het succesvolle einde van de Poolse veldtocht trokken hij en zijn divisie in november 1939 als bezettingsmacht naar Zuid-Polen.
Na de Slag om Frankrijk, werd hij met zijn divisie verplaatst naar het militair oefenterrein Ohrdruf. Daar werd zijn divisie ontbonden. Schönhärl werd zelf in het Führerreserve (OKH) geplaatst. Op 2 augustus 1940 werd hij benoemd tot commandant van de 167e Infanteriedivisie. Deze eenheid bevond zich in die periode als bezettingsmacht in Frankrijk. Op 1 december 1940 werd Schönhärl bevorderd tot Generalleutnant (generaal-majoor). Aan het begin van de zomer van 1941, voerde hij zijn divisie aan tijdens Operatie Barbarossa in de centrale sector van het Oostfront. Einde juli 1941 droeg Schönhärl het commando weer over aan de Generalmajor Werner Schartow. Hierna werd hij weer opnieuw in het Führerreserve geplaatst.
Op 30 november 1941 werd hij ontslagen uit de Wehrmacht, maar hij behield een z.V.-functie. Als opvolger van de Generalleutnant Karl Graf, werd Schönhärl op 27 december 1941 benoemd tot commandant van de Division Nr. 157 in München. Vanaf 20 januari 1942 werd hij weer opgevolgd door Karl Graf. Vervolgens werd hij overgeplaatst naar de Führerreserve. Op 30 april 1943 werd hij definitief ontslagen en werd zijn z.V.-functie ingetrokken.

## Na de oorlog
Over het verdere verloop van zijn leven is niets bekend. Op 12 juli 1954 stierf Schönhärl in München.

## Militaire carrière
- Generalleutnant: 1 december 1940[4][2][1][11]
- Generalmajor: 1 januari 1939[2][1]
- Charakter als Generalmajor: 1 september 1937[2][1]
- Oberst (E): 1 mei 1935[2][1]
- Oberst (L): 1 oktober 1933[2][1]
- Oberst: 1 februari 1930[2][1]
- Oberstleutnant: 1 februari 1927[2][1]
- Major: 7 januari 1921[2] (RDA vanaf 2 oktober 1920[1])
- Hauptmann: 30 september 1914[2][1]
- Oberleutnant:[1] 25 juni 1910[2][1]
- Leutnant: 7 maart 1899[2][1]
- Fähnrich: 10 juli 1898[2][1]

- Opmerking: de rang van Generalmajor is vergelijkbaar met die van een hedendaagse brigadegeneraal (OF-6). Het Duitse leger kende tijdens de Tweede Wereldoorlog geen rang van een brigadegeneraal, waardoor de eerste generaalsrang een Generalmajor was. Het naoorlogse Duitse leger kent overigens wel volgens de NAVO schaal een brigadegeneraal als eerste generaalsrang.

## Onderscheidingen
- IJzeren Kruis 1914, 1e Klasse[2] en 2e Klasse[2]
- Herhalingsgesp bij IJzeren Kruis 1939, 1e Klasse[2] en 2e Klasse[2]
- Kruis voor Oorlogsverdienste, 2e Klasse met Zwaarden[1]